# Gare de Vaux
La gare de Vaux était une gare française de la ligne d'Ambérieu à Montalieu-Vercieu, située sur le territoire de la commune de Vaux-en-Bugey, dans le département de l'Ain, en région Auvergne-Rhône-Alpes. 

## Situation ferroviaire
Elle était située à 3,966 km de la gare d'Ambérieu à 262 m d'altitude. Elle est positionnée entre les gares fermées d'Ambutrix et de Lagnieu.

## Histoire
En 1885, la commune demande une salle d'attente, un quai couvert et un quai pour charger les tonneaux de vin de 500 litres. En 1935 et 1937, la commune proteste contre le projet de suppression du service voyageur qui devient effectif le 1er juin 1937 (le service est remplacé par une ligne d'autocar). En 1973, la gare est raccordée à l'usine Saint-Gobain (la verrerie).
En 1933, le trafic marchandises est de 500 tonnes par an ; en 1975, soit deux ans après la connexion avec Saint-Gobain, le trafic passe à 31 326 tonnes par an avec comme client unique Saint-Gobain.